# Nawierzchnia utrwalana powierzchniowo

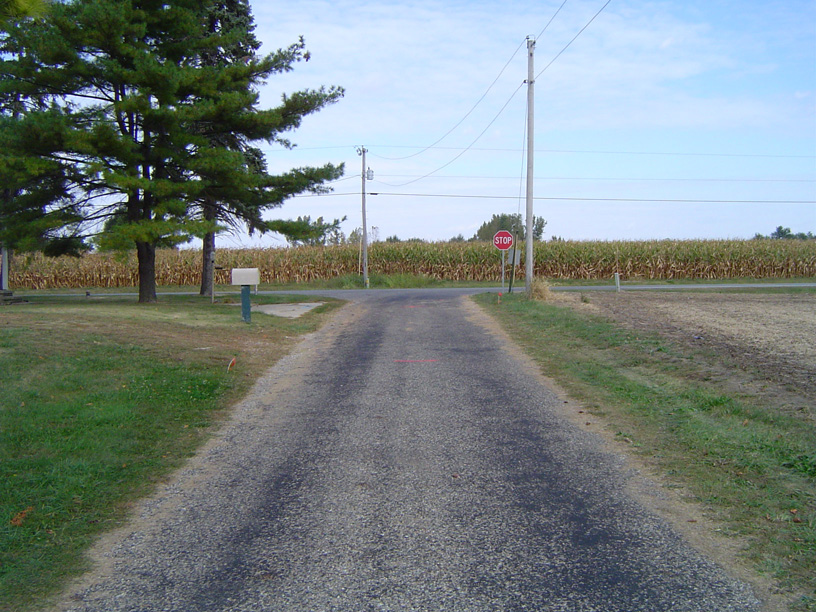
Droga z jezdnią utrwalaną powierzchniowo w Stanach Zjednoczonych

Nawierzchnia utrwalana powierzchniowo – typ nawierzchni jezdniowej, tworzonej przez zmieszanie lepiszcza asfaltowego (emulsji asfaltowej) z wierzchnią warstwą kruszywa.

## Zastosowanie
Utrwalanie powierzchniowe jest tańsze niż położenie pełnej nawierzchni z asfaltobetonu lub betonu cementowego, choć z reguły mniej trwałe.

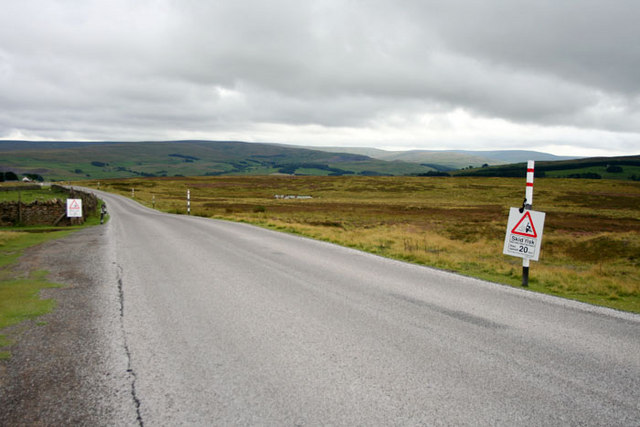
Jezdnia utrwalana powierzchniowo w Wielkiej Brytanii

## Konstrukcja
Utrwalanie powierzchniowe nawierzchni przeprowadza się przez spryskanie jezdni warstwą lepiszcza bitumicznego, a następnie posypanie jej grysem i wwalcowanie go w lepiszcze do uzyskania równej nawierzchni.
Jezdnie tworzone tą metodą mogą być oddane do użytku zaraz po ułożeniu, gdyż ruch kołowy przyspiesza wiązanie kruszywa z lepiszczem.